# .ne
.ne è il dominio di primo livello nazionale assegnato al Niger.